# Hoff Open
Hoff Open — мужской международный теннисный турнир, проводившийся в 2015 и 2016 годах в Москве (Россия) на грунтовых кортах Национального теннисного центра имени Хуана Антонио Самаранча. Относится к категории ATP Challenger. Турнирная сетка рассчитана на 32 участника в одиночном разряде и 16 пар.

## Победители

### Одиночный разряд
| Год  | Победитель                | Финалист    | Счёт финала |
| ---- | ------------------------- | ----------- | ----------- |
| 2016 | Михаил Кукушкин           | Стивен Диас | 6–3, 6–3    |
| 2015 | Даниэль Муньос-де ла Нава | Раду Албот  | 6–0, 6–1    |

### Парный разряд
| Год  | Победители                      | Финалисты                         | Счёт финала |
| ---- | ------------------------------- | --------------------------------- | ----------- |
| 2016 | Факундо Аргуэлло Роберто Майтин | Александр Метревели Дмитрий Попко | 6–2, 7–5    |
| 2015 | Ренсо Оливо Орасио Себальос     | Хулио Перальта Мэтт Себергер      | 7–5, 6–3    |